# 雨のソナタ〜La Pluie〜
「雨のソナタ～La Pluie～」（あめのソナタ ラ・プリュ）は、日本の音楽ユニットALI PROJECTの5枚目のシングル。1995年10月18日に東芝EMIからリリースされた。（TODT-3583）

## 概要
- ALI PROJECTとしては、本シングルが東芝EMIからリリースされた最後のシングルCDとなっている（2024年現在）。

## 収録曲
（全作詞：宝野アリカ、作曲・編曲：片倉三起也）
1. 雨のソナタ〜La Pluie〜
Aメロにピョートル・チャイコフスキーの『弦楽四重奏曲第1番 ニ長調 作品11』から第2楽章「アンダンテ・カンタービレ」が引用されている（2トラック目のフランス語版も同様）。
2. Nous Deux C'est Pour La Vie
1トラック目のフランス語バージョンであり、セキスイツーユーホーム「New A-Ⅱ」CMソング。
3. 雨のソナタ〜La Pluie〜(オリジナル・カラオケ)